# Mosze Kachlon
Mosze Kachlon (hebr.: משה כחלון, ang.: Moshe Kahlon, ur. 19 listopada 1960 w Haderze) – izraelski polityk, w latach 2009–2013 minister komunikacji, w latach 2011–2013 minister opieki społecznej, od 2015 do 2020 minister finansów, w 2016 tymczasowo minister ochrony środowiska. Poseł do Knesetu z listy Likudu latach 2003–2013 oraz z listy My Wszyscy, w latach 2015–2016 oraz od 2019. Założyciel i lider partii My Wszyscy (Kullanu).
W wyborach parlamentarnych w 2003 po raz pierwszy dostał się do izraelskiego parlamentu. Zasiadał w Knesetach XVI, XVII, XVIII, XX i XXI kadencji. Gdy w 2016 zrezygnował z zasiadania w parlamencie, jego miejsce zajął Akram Chason. W wyborach w kwietniu 2019 powrócił do parlamentu.
31 lipca 2019 powrócił do Likudu, wraz z nim przeszli Eli Kohen i Tali Ploskow.